# つくば山
もしかして
- 筑波山

ではありませんか？